# Église Saint-Bernard de Séville
L'église Saint-Bernard est une église catholique de Séville, dans le quartier de San Bernardo, à l'extérieur de la vieille ville. Elle a été inscrite dans le Catalogue Général du Patrimoine Andalou en 1992.

## Histoire
Cette église a été édifiée dans le dernier tiers du XVIIIe siècle, entre 1780 et 1785. Son inauguration officielle a eu lieu un an après l'achèvement des travaux, en 1786. 
Son esthétique est due à la période de transition du baroque au néoclassique. Elle est constituée de briques peintes en jaune, et possède une coupole et un beau campanile. Elle a souffert des conséquences d'un incendie en 1936, mais conserve des œuvres d'intérêt, quelques-unes provenant d'autres églises sévillanes. Son retable majeur est remarquable.    

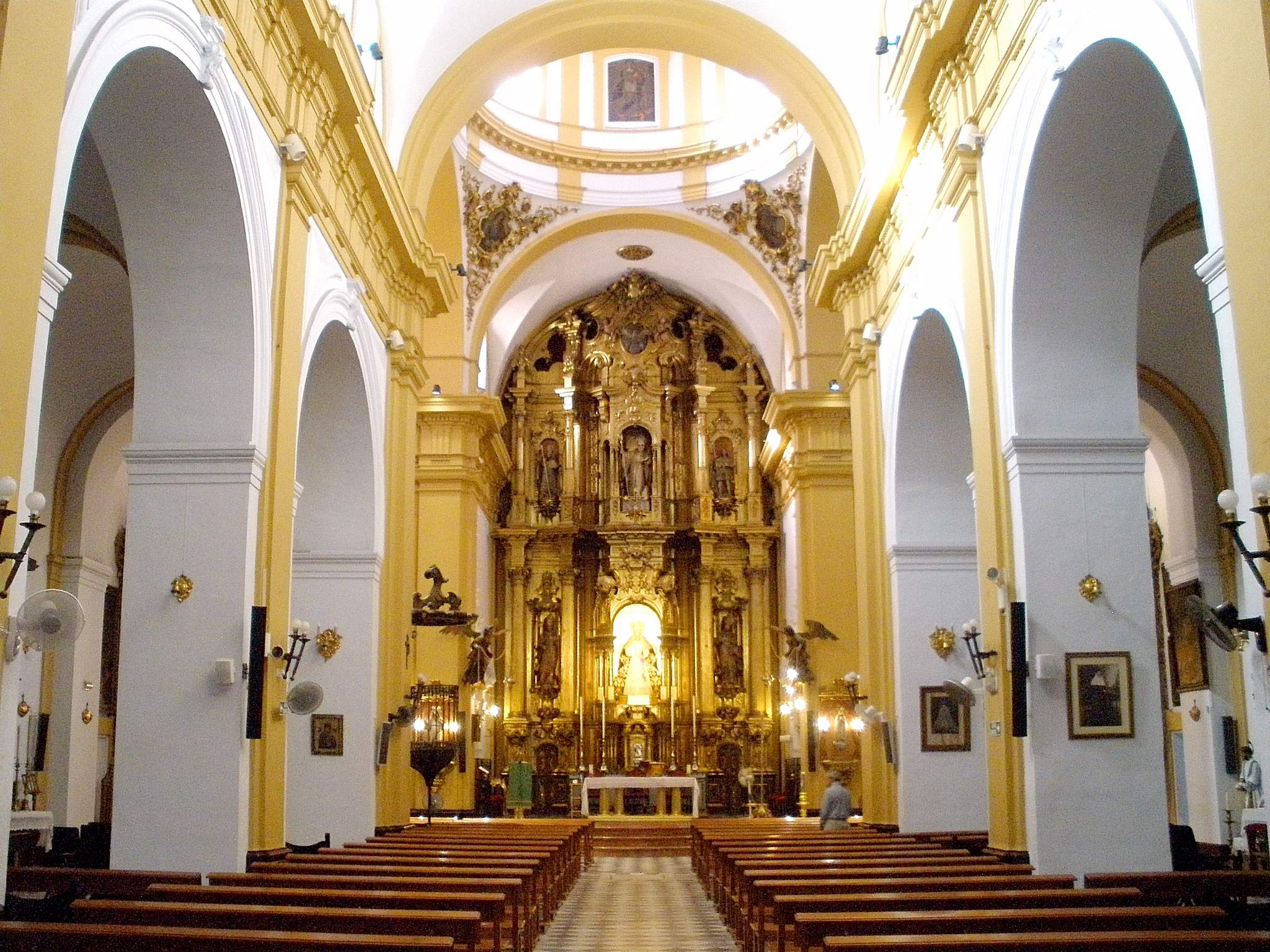
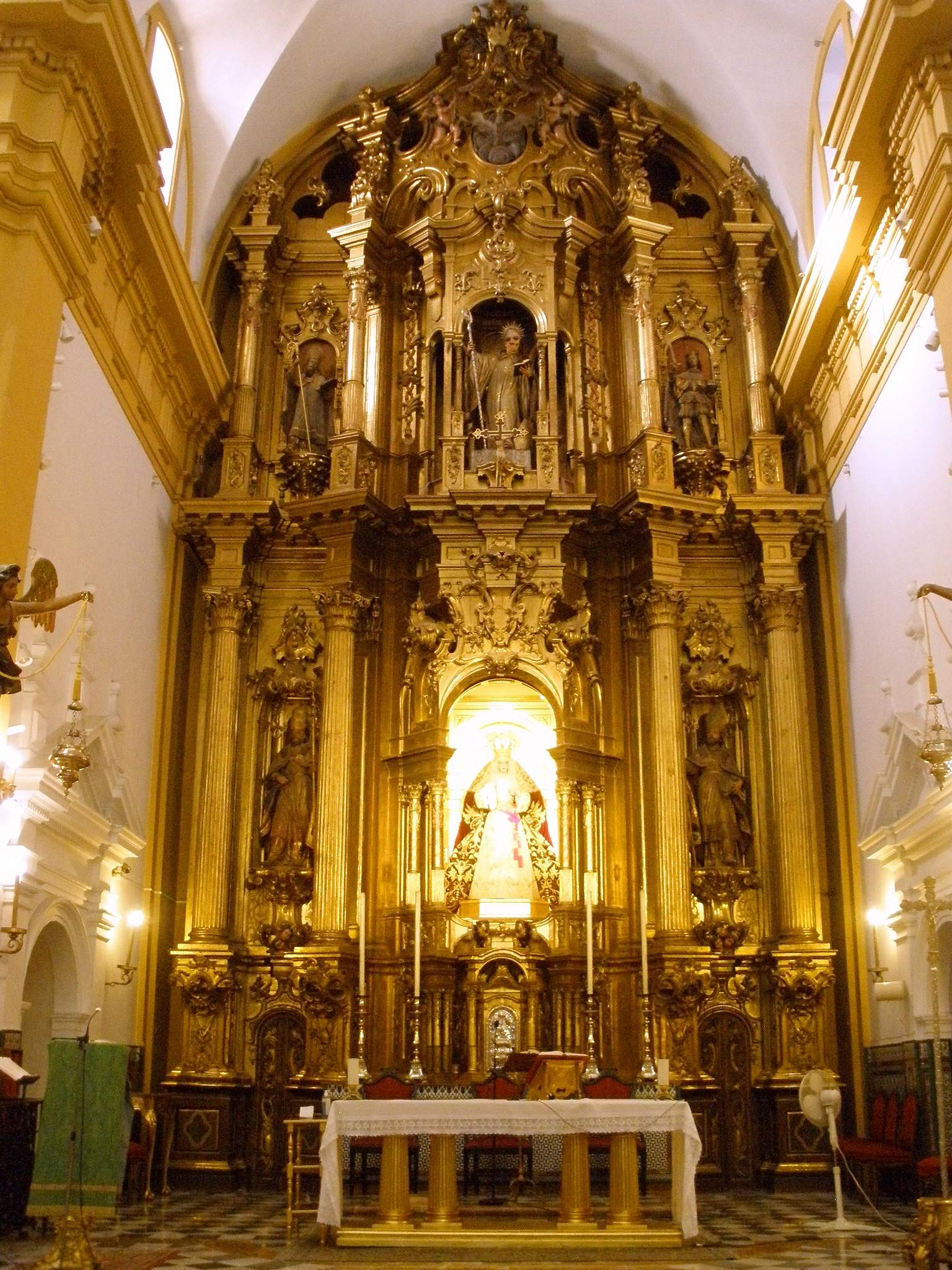
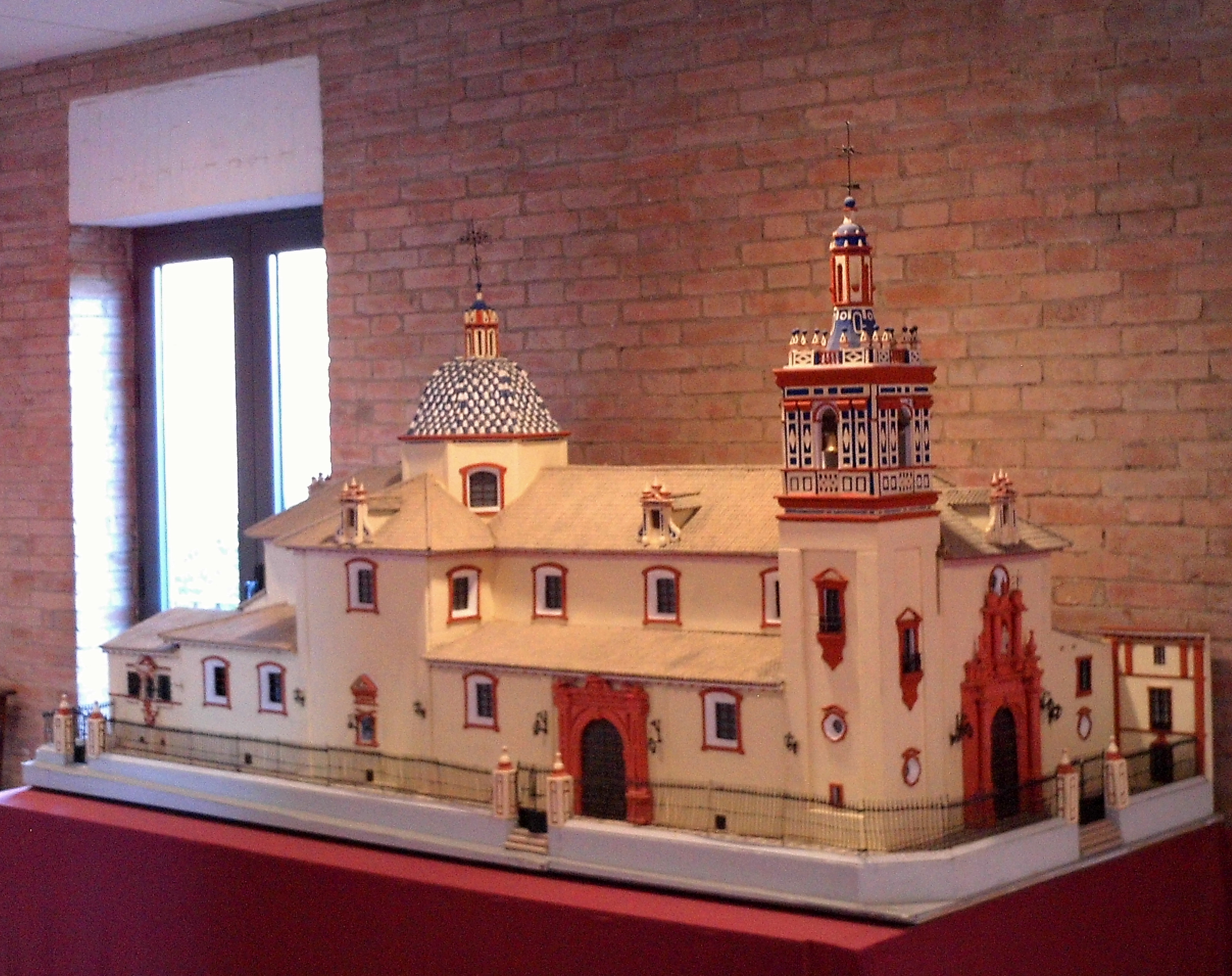
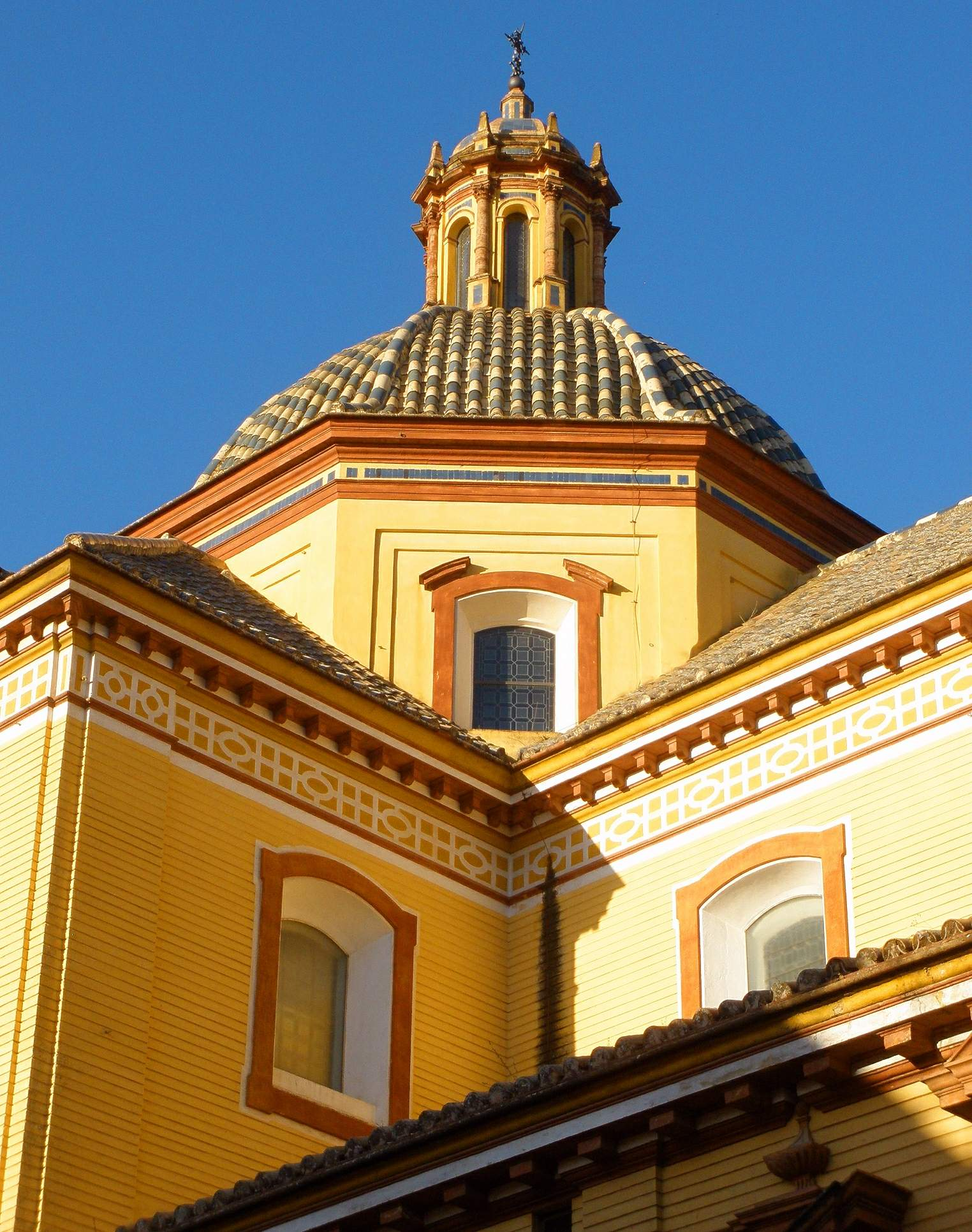
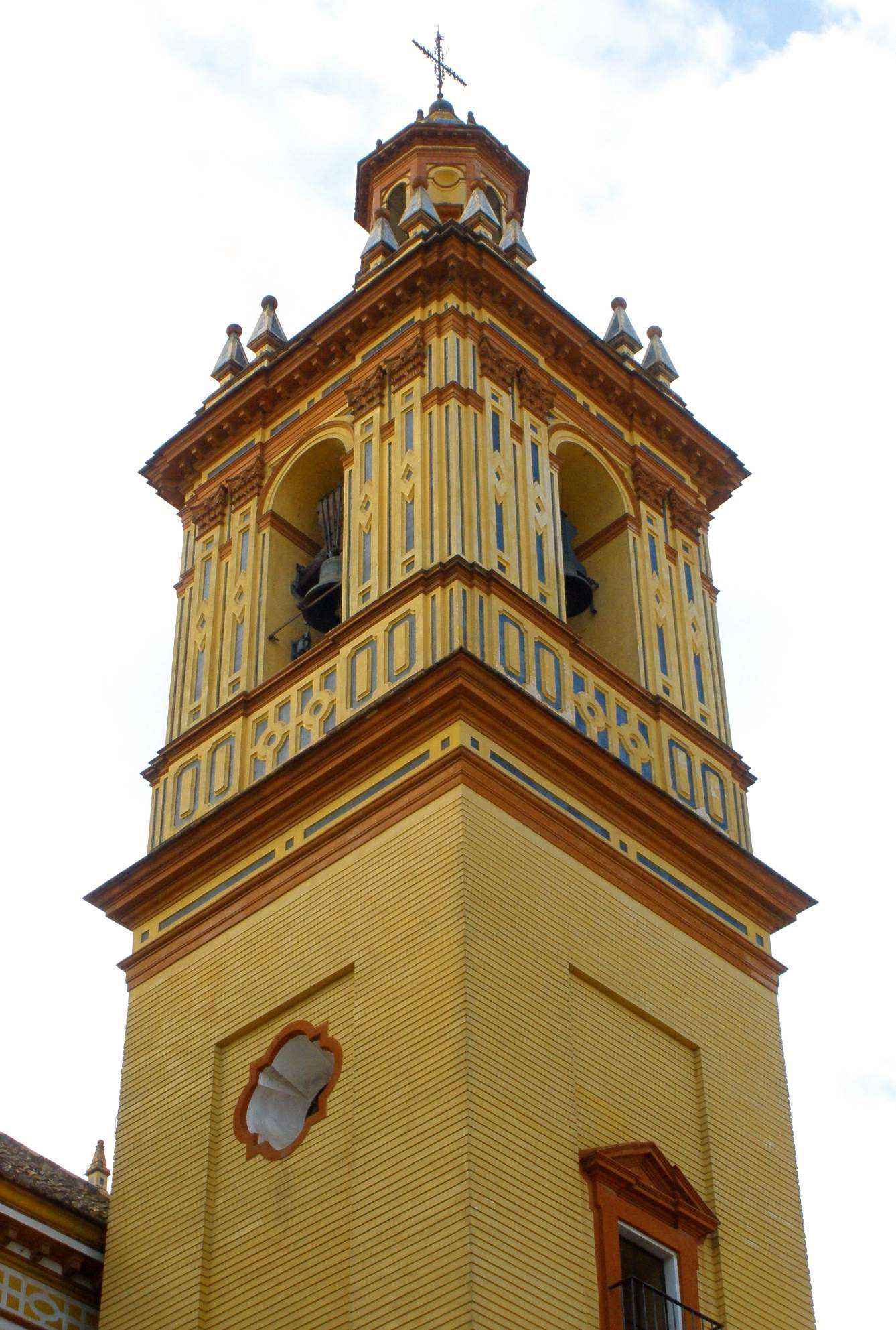